# جورج غاردنر
جورج غاردنر (1812-1849) (بالإنجليزية: George Gardner)‏ هو عالم نبات اسكتلندي.